# Crassula dejecta
Crassula dejecta és una planta suculenta nativa de Sud-àfrica i que pertany a la família de les Crassulaceae i al gènere Crassula. Les plantes d'aquest gènere estan molt valorats pel seu ús ornamental i pel col·leccionisme de suculentes. S'han convertit en les protagonistes de jardins tant de Sud-àfrica com d'altres països. Són plantes que els agrada l'ombra i formen una bonica visió com no ho fan d'altres espècies del gènere. Tenen una aparença compacta, uniforme i ordenada que tant els agrada a paisatgistes com a jardiners. Són plantes longeves i responen molt bé a la poda.
El seu estat de conservació és bo, no es troba en perill d'extinció, degut a la seva capacitat fàcil de dispersió, de fàcil arrelament i naturalesa perenne. Generalment es produeixen en abundància en el seu espai natural.

## Descripció

### Port
Crassula dejecta és una planta perenne, densament ramificada, de port arbustiu i ordenar d'uns 400 mm d'alçada.

### Fulles
Les fulles són lleugerament carnoses, sovint tenyides de vermell, amb una filera de pèls en forma de comptes arrodonides en els marges que donen les fulles una vora platejada, però que es necessita una lupa per veure-les correctament. També hi ha petits pèls que apunten cap avall en les branques joves que donen a les tiges una pols platejada i que també es necessita una lent d'augments per veure´ls correctament. Les fulles són oposades, més o menys de la mateixa longitud en tota la planta, i disposades densament en files ordenades en les tiges, donant un efecte ordenat i geomètric.

### Flors
Les flors són blanques, de vegades tenyides de rosa, amb sèpals vermells, ovaris vermells que acoloreixen el centre de les flors obertes vermelles, i les anteres vermelles tendeixen a daurar-se. Les flors es troben agrupades en raïms durant tot l'any coberts, atapeïts en els extrems de les branques durant el solstici d'estiu (desembre-febrer) i tenen nèctar que desprèn una aroma característica. Les flors es desenvolupen en petites càpsules (fruit), cada un amb moltes llavors diminutes.

## Distribució i hàbitat
C. dejecta creix en els vessants de cara sud o sud-oest o en kloofs, en afloraments de roca, en lleixes o en esquerdes de les roques de les muntanyes Riviersonderend a prop de Stellenbosch al Cap Occidental, cap al nord a través de la Cederberg de manera que els Springboks en Namaqualand, cap del Nord. Es troba tant en el Fynbos com en Karoo Suculent Biomes.

## Taxonomia
El nom Crassula és el diminutiu llatí de Craso, gruixuda, en referència a les fulles engruixudes de molts membres del gènere. El mot llatí dejectus, -a, -um, significa abatut, desanimat, sotmès, abatut o caigut, penjant, enderrocar o baixar. Però segons Stearn (1992), el significat botànic de les dejeccions s'envileix, des del dejectionem llatí, que significa tir baix o força cap avall o fer caure o deixar caure. No puc trobar la raó per la qual aquesta espècie ha obtingut aquest nom podria ser dels pèls corbats cap avall en tiges tendres, o perquè l'espècimen anomenat per Jacquin es troba creixent sobre una cornisa en voladís o van haver de ser enderrocats d'una cornisa. Crassula va ser nomenat per primera vegada en 1862 i el gènere conté al voltant de 150-200 espècies la majoria dels quals viuen a l'Àfrica del Sud. La majoria dels membres són perennes suculentes, encara que hi ha algunes espècies d'arbustos i arbres com. Altres gèneres populars utilitzats en l'horticultura inclouen cotilèdon, Tylecodon i Kalenchoe que també són suculentes i són de jardí de roques i plantes de contenidors populars que es fan bé en climes semiàrids.